# Операция «Подкова»

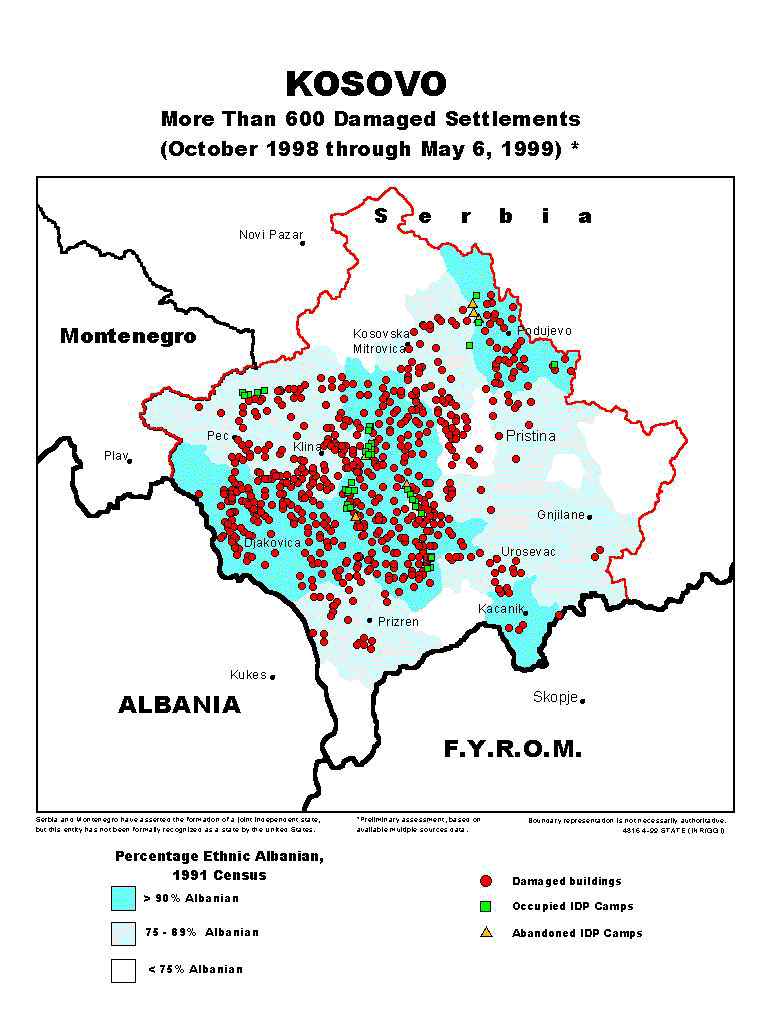
Пострадавшие албанские поселения в Косово, 1998—1999 годы

Операция «Подкова» (серб. Операција Потковица, алб. Operacioni "Patkoi", болг. План „Подкова", нем. Hufeisenplan) — план по этнической чистке косовских албанцев сербской полицией и югославской армией, названный так болгарским правительством. Утверждения о том, что этот план действительно был осуществлён, послужили поводом для НАТО начать бомбардировки Югославии во время войны в Косово.
Human Rights Watch отмечает, что в начале 1999 года югославская армия и сербская полиция «организованно, при использованием государственных ресурсов» провели широкую насильственную акцию против граждан-албанцев в целью изгнать их из Косово и таким образом сохранить политический контроль над Белградом. Как утверждалось позже, этот план никогда не существовал и лишь послужил предлогом для нападения.